# Stratocles rufipes
Stratocles rufipes är en insektsart som beskrevs av Ludwig Redtenbacher 1906. Stratocles rufipes ingår i släktet Stratocles och familjen Pseudophasmatidae. Inga underarter finns listade i Catalogue of Life.